# Tetsuo Sugamata
Tetsuo Sugamata (菅又 哲男, Sugamata Tetsuo) est un footballeur japonais né le 29 novembre 1957 dans la Préfecture de Tochigi au Japon.